# Урожайне (Волноваський район)
Урожа́йне — селище в Україні, у Великоновосілківській селищній громаді Волноваського району Донецької області.

## Географія
Селище розташоване за 99 км від обласного центру, 64,6 км від  районного центру та 11 км від адміністративного центру громади, на правому березі річки Мокрі Яли і проходить автошляхом Т 0518. Протяжність кордонів селища з півночі на південь 1,271 км, із заходу на схід 3,329 км.

## Історія
17 липня 2020 року, в результаті адміністративно-територіальної реформи, відповідно постанови Верховної Ради «Про утворення та ліквідацію районів» селище увійшло до складу Великоновосілківської селищної громади, а через ліквідацію Великоновосілківського району — у складі Волноваського району.

### Російське вторгнення в Україну (з 2022)
7 березня 2022 року селище було тимчасово окуповано російськими загарбниками.
16 серпня 2023 року заступниця Міністра оборони України Ганна Маляр повідомила про звільнення селища від російських окупантів. Урожайне звільнено силами військових 35-ї окремої бригади морської піхоти імені контр-адмірала Михайла Остроградського за участі інших підрозділів Сил оборони України в рамках контрнаступальних дій.

## Населення
За даними перепису 2001 року населення селища становило 1000 осіб, із них 57,4 % зазначили рідною мову українську, 42,1 % — російську, 0,2 % — вірменську, 0,1 % — білоруську, болгарську та грецьку мови.